# Essence of the Forest
Essence of the Forest è una raccolta del gruppo musicale Deep Forest, pubblicata il 12 febbraio 2004 dall'etichetta discografica Sony Music.

## Tracce
CD (Sony Music Distribution BK86472)
1. Sweet Lullaby (versione 2004) - 3:51
2. Marta's Song - 4:13
3. Night Bird (versione 2004) - 4:00
4. Anasthasia - 1:51
5. Freedom Cry - 3:16
6. Desert Walk (versione 2004) - 5:05
7. Dignity - 5:21
8. Ekue Ekue - 5:21
9. L'Ile Invisible - 1:41
10. Yuki Song - 5:20
11. Deep Weather - 4:53
12. Far East - 0:59
13. Deep Blue Sea - 4:12
14. Lament - 3:10
15. La Lune se bat avec les Etoiles - 2:27
16. Twosome - 4:07
17. Will You Be Ready - 5:17
18. In the Evening - 1:35
19. Will You be Ready (Be Prepared Remix) (Bonus track) - 4:00
20. Yuki Song (Remix) - 3:23
21. Sweet Lullaby (versione 2003) (feat. Ana Torroja) - 3:22